# 喬丹·卡羅林
喬丹·克里斯多福·卡羅林（1996年1月15日—）為美國男子籃球運動員。卡羅林的外祖父J·C·卡羅林是前NFL球員，母親傑娜·卡羅琳（Jayna Caroline）為短跑運動員，父親西蒙·賴斯也是前NFL球員。卡羅林就讀香檳中央高中兩年以後轉學到蒙特沃德学院，與班·西蒙斯以及德安傑洛·羅素連續兩年替蒙特沃德学院拿下全國冠軍，最初大學卡羅林承諾就讀聖瑪麗山大學，之後改承諾入讀南伊利诺伊大学卡本代尔分校，就讀一年後轉戰內華達大學雷諾分校，當時卡羅林遞交轉學申請時曾收到辛辛纳提大學、澤維爾大學和明尼苏达大学的延攬邀約。
2021年3月卡羅林加盟高雄九太科技征戰第18季SBL超級籃球聯賽下半季，球隊以英文名縮寫「JC」加上隊徽「戰象」將卡羅林取名為「JC戰象」。最終球隊在半決賽以0比3敗給台灣啤酒，卡羅林總計替球隊出賽22場比賽，場均表現為28分、14.4籃板、2.6助攻、1.3抄截、0.6阻攻。
2023年8月B2聯賽神戶鸛鳥宣布簽下卡羅林。

## 外部連結
- 喬丹·卡羅林在fiba.basketball（英语）
- 喬丹·卡羅林在NBA G聯盟官網（英语）
- 喬丹·卡羅林在歐洲籃球聯賽官網（英语）
- 喬丹·卡羅林在西班牙篮球甲级联赛官網（球員）（西班牙语）
- 喬丹·卡羅林在意大利篮球甲级联赛官網（意大利语）
- 喬丹·卡羅林在B.LEAGUE官網（日语）
- 喬丹·卡羅林在Basketball-Reference.com（NBA）（英语）
- 喬丹·卡羅林在Basketball-Reference.com（NBA G聯盟）（英语）
- 喬丹·卡羅林在Basketball-Reference.com（國際）（英语）
- 喬丹·卡羅林在Sports-Reference.com（NCAA）（英语）
- 喬丹·卡羅林在Eurobasket.com（球員）（英语）
- 喬丹·卡羅林在Proballers（英语）
- 喬丹·卡羅林在RealGM（英语）